# Морской таракан
Морско́й тарака́н, или ставница (лат. Saduria entomon), — вид бентических изопод из семейства Chaetiliidae. Распространена вдоль берегов Северного Ледовитого океана и севера Тихого океана. Проживает также в солоноватом Балтийском море, где отмечается как ледниковый реликт. Кроме того, морские тараканы представлены в большом количестве в озёрах Северной Европы, таких как Ладога, Венерн и Веттерн. Отмечены как вид-вселенец в Чёрном море.
Морские тараканы — наибольшие ракообразные Балтийского моря. Тело плоское, овальное серого или серо-коричневого цвета. Самые крупные экземпляры отмечаются на глубине Ботнического залива, достигая в длину 9 сантиметров. Это хищный вид, который питается донными животными, такими как бокоплав Monoporeia affinis и двустворчатый моллюск балтийская макома (Limecola balthica). Также для него свойственны каннибализм и некрофагия.